# Anderson de La Rosa
Anderson Rafael de La Rosa (nacido en Barquisimeto, Lara, Venezuela, el 1 de agosto de 1984) es un beisbolista profesional venezolano que juega en la posición de Receptor en la Liga Venezolana de Béisbol Profesional juega con el equipo Navegantes Del Magallanes.

## Carrera como Beisbolista

### 2015
De La Rosa cuenta con ocho temporadas de experiencia en la Liga Venezolana de Béisbol Profesional, todas con los crepusculares Cardenales de Lara, en las que compila promedio de por vida de .246 con 7 jonrones y 40 carreras impulsadas, para la zafra 2015, el toletero ligó para .314 con cinco dobles, dos jonrones y cinco remolcadas en 29 encuentros.
El careta ganó el Guante de Oro en la temporada 2013-2014, temporada  en la que fue reconocido con el premio Manuel “Pollo” Malpica, que se entrega al mejor receptor.
De La Rosa reforzó a los Leones durante la semifinal de la temporada 2015-2016. Jugó con los Rojos de Caborca en la Liga del Norte de México con quienes ha disputado cinco encuentros, tiene promedio de .357 con par de impulsadas.

### 2016
De La Rosa se une a Los Leones del Caracas, adquirieron al receptor de Los Cardenales de Lara a cambio de los lanzadores Ángel Calero y el joven Celis Flames.

### 2017
En la temporada 2017-18 una lesión impidió su actuación con los Leones.